# 769 до н. е.

## Події
Халдей з Країни Моря Еріба-Мардук захопив Вавилон та оголосив себе царем.

### Астрономічні явища
- 24 квітня. Кільцеподібне сонячне затемнення.[1]
- 17 жовтня. Повне сонячне затемнення.[1]

## Померли
- Імовірно, Мардук-апла-уцур, цар Вавилону.
- За однією з версій хронології, Амасія, цар Юдеї, на момент смерті - колишній цар